# Chain Lake
Chain Lake – jednostka osadnicza w Stanach Zjednoczonych, w stanie Waszyngton, w hrabstwie Snohomish.